# Eryk Latoń
Eryk Latoń (né le 22 août 1993 à Godziesze Małe) est un coureur cycliste polonais.

## Biographie
Il rejoint l'équipe CCC Sprandi Polkowice à partir de la saison 2015.

## Palmarès
- 2011
  - 2e du championnat de Pologne de poursuite par équipes
  - 8e du championnat du monde de l'omnium juniors
- 2012
  - Puchar Wójta Gminy Chrząstowice
- 2013
  - Puchar Wójta Gminy Chrząstowice
- 2014
  - 2e étape du Tour de Crète
  - 4e étape du Szlakiem Bursztynowym Hellena Tour
  - Mémorial Romana Siemińskiego
  - 6e étape du Dookoła Mazowsza
  - 2e du Dookoła Mazowsza
  - 3e du Puchar Wójta Gminy Chrząstowice
- 2016
  - Szlakiem Walk Majora Hubala :
    - Classement général
    - 2e et 4e étapes

  - 2e du Puchar Ministra Obrony Narodowej
- 2017
  - 4e étape du Szlakiem Bursztynowym Hellena Tour
  - 2e du Puchar Ministra Obrony Narodowej
  - 3e du Mémorial Andrzeja Trochanowskiego
- 2018
  - 3e du Visegrad 4 Bicycle Race - GP Polski

## Classements mondiaux
| Année           | 2014 | 2015   | 2016 | 2017 | 2018 |
| --------------- | ---- | ------ | ---- | ---- | ---- |
| UCI Europe Tour | 227e | 1 173e | 528e | 528e | 418e |
| UCI Asia Tour   |      | 358e   |      |      |      |